# Phelsuma ravenala
Phelsuma ravenala is een hagedis die behoort tot de gekko's. Het is een van de soorten madagaskardaggekko's uit het geslacht Phelsuma.

## Naam en indeling
De wetenschappelijke naam van de soort werd voor het eerst voorgesteld door Christopher John Raxworthy, Colleen M. Ingram, Nirhy H. C. Rabibisoa & Richard G. Pearson in 2007. De soortaanduiding ravenala is vernoemd naar de reizigersboom (Ravenala madagascariensis) die veel in het leefgebied voorkomt.

## Uiterlijke kenmerken
Phelsuma ravenala bereikt een kopromplengte tot 6,1 centimeter en een totale lichaamslengte inclusief staart tot 12,9 cm. De hagedis heeft een groen kleur en heeft een vage tekening zonder strepen. Het aantal schubbenrijen op het midden van het lichaam bedraagt 64 tot 76.

## Verspreiding en habitat
De soort komt voor in delen van Afrika en leeft endemisch in Madagaskar. De habitat bestaat uitsluitend uit door de mens aangepaste streken zoals akkers, landelijke tuinen en stedelijke gebieden. De soort is aangetroffen van zeeniveau tot op een hoogte van ongeveer 50 meter boven zeeniveau.

## Beschermingsstatus
Door de internationale natuurbeschermingsorganisatie IUCN is de beschermingsstatus 'veilig' toegewezen (Least Concern of LC).